# Bruère-Allichamps
Bruère-Allichamps település Franciaországban, Cher megyében. Lakosainak száma 569 fő (2022. január 1.). Bruère-Allichamps La Celle, Farges-Allichamps, Nozières, Orval, Saint-Amand-Montrond, Saint-Loup-des-Chaumes, Uzay-le-Venon és Vallenay községekkel határos.

## Népesség
A település népességének változása:
| Lakosok száma | 669  | 631  | 609  | 576  | 610  | 566  | 564  | 567  | 567  | 569  |
|               | 1968 | 1982 | 1990 | 2006 | 2013 | 2015 | 2017 | 2019 | 2020 | 2022 |